# الجمعية الدولية للأتمتة
الجمعية الدولية للأتمتة، (بالإنجليزية: International Society of Automation)‏، واختصاراً (ISA)، هي جمعية عالمية غير ربحية، تُعنى بإصدار المعايير المتعلقة بالأتمتة، وذلك بمساعدة ما يزيد عن 30,000 عضو من أعضائها حول العالم، وذلك عن طريق تقديم الحلول الفنية، وإصدار الأبحاث والكتب، والدورات التدريبية، وإصدار الشهادات.

## الهيكلة
الجمعية هي منظمة غير ربحية، وقد بُنيت بيد عدد من المتطوعين الذي يعملون مع موظفي الجمعية الخمسة والسبعون جنباً إلى جنب. ولدى الجمعية برنامج تنمية المهارات القيادية القوية التي تطور القادة المتطوعين، كما لديها العديد من الأقسام المختلفة والتي يلتحق بها المتطوعون. عادة ما يتم تعيين أعضاء الجمعية عن طريق قسم الجمعية (الفرع المحلي) والذي يرتبط بموقعها الجغرافي. ويمكن بعد ذلك للأعضاء بالانضمام لأكثر من قسم من الأقسام التي تتوافق مع المصالح الفنية الفردية.
تنقسم مصالح الجمعية الرئيسية ومنتجاتها إلى:
1. الأتمتة والتكنولوجيا.
2. الصناعات والعلوم.
3. العضوية.
4. التنمية المهنية.
5. المنشورات.
6. المعايير والممارسات.
7. التخطيط الاستراتيجي.
8. شبكة الإنترنت.

## الشعب التقنية
للجمعية 17 قسم فني، الغرض منها تبادل المعلومات ضمن قطاعات الأتمتة والمعدات الهندسية والتكنولوجيا، وذلك تبعاً لطبيعة الأقسام.
الانقسامات في قسم الأتمتة والتكنولوجيا هي:
1. التحليل.
2. أنظمة التحكم التلقائية.
3. تكنولوجيا الكمبيوتر.
4. الإدارة.
5. عملية القياس والتحكم.
6. الروبوتات.
7. السلامة.
8. القياس عن بعد والاتصالات.
9. اختبار القياس.

أقسام الصناعات والعلوم هي:
1. صناعات الفضاء.
2. الصناعات الكيميائية والبترولية.
3. البناء والتصميم.
4. الغذاء والصيدلة صناعات.
5. التعدين والمعادن للصناعات.
6. صناعة الطاقة.
7. اللب وصناعة الورق.
8. المياه والصرف صناعات.